# 相葉レイカ
相葉 レイカ（あいば れいか、REIKA、1991年2月7日- ）は、日本の元ギャル系AV女優。ファイブプロモーション所属。

## 人物・略歴
神奈川県出身。趣味はショッピング・ネイル。
2012年6月、撮影会モデルをスタート。9月、kira☆kiraからAVデビュー。
2014年7月、セガのゲーム「龍が如く」のキャラクター出演をかけたセクシー女優人気投票にエントリー。同年8月24日、ニコニコ生放送の「龍が如く特別番組～セクシー女優・男の出演者発表～」で結果発表。77,223票を集め19位に、「龍が如く0 誓いの場所」への出演権を獲得した。
2014年11月24日、公式ブログとtwitterにて年内でAV女優を引退することを発表。

## 作品

### アダルトビデオ

#### 2012年
- kira☆kira BLACK GAL SPECIAL いつでもどこでも24時間☆黒ギャル騎乗位ロデオ大乱交（9月19日、kira☆kira）
- チン見手コキ ～フル勃起のチ●ポを激見されながらイカせて～（9月21日、SEX Agent）
- ミニでロリでギャルでクロくてカワイクてエロくて…あと何かつける?（9月28日、バルタン）
- ロディオ・ギャルズ★ザーメン・パーティー in Tokyo 騎っかり腰ふり黒ギャルを真っ白に汚す素人汁（10月19日、ドリームチケット）
- 有頂天フェラ 史上最強のフェラチオアルバム（10月19日、映天）
- How to Make Adult Video（10月26日、セブン）
- これぞ究極の姉妹喧嘩! 姉の目の前で旦那を犯す妹（11月8日、アキノリ）
- ギャル校生のルーズソックス脚コキがすんごい。（11月16日、SEX Agent）
- HARDCORE BITCH MOUTH ハードコアビッチマウス 暴走ギャルフェラ（11月16日、SEX Agent）
- 絶対に手を出してはいけない相手をレズ夜這い 6（11月22日、アキノリ）
- WAKI（11月22日、KEU）
- 絶対に手を出してはいけない相手を夜這いしちゃった俺 5（12月6日、アキノリ）
- 彼女がいる目の前でこっそりノーブラ・ノーパンになった女友達に手コキされた俺（12月6日、アキノリ）
- 実在した!!女生徒が「射精」の実権を全て支配する射精管理学園（12月6日、GARCON）
- 超ギャルブチギレ手コキ!! Vol.2 〜お前らってキレられながら手コかれて興奮してるとか、マジ変態じゃん!!〜（12月6日、GARCON）
- エステ会社に面接に来た、就活ギャル（12月11日、プレステージ）
- Local 新星黒ギャルAV女優（12月28日、セブン）

#### 2013年
- ギャルは顔舐めで愛を表現する（1月18日、ドリームチケット）
- ツインギャルズ★ごっくんLIVE!!!（1月18日、ワープエンタテインメント）
- 黒ギャル援交女子校生VOL.1（1月18日、虎堂）
- 黒ギャルJK野外調教（2月1日、映天）
- 授業中に思わず勃起してしまったのをクラスの意地悪なギャル達に見つかってしまい性欲処理玩具にされてしまった僕!!（2月7日、GARCON）
- おいしいフェラチオ 悩殺コスプレフェラ 〜口内射精、ごっくんを添えて〜（2月15日、SEX Agent）
- 街角美少女を、本気でヤッちゃいました。 vol.08（12月11日、プレステージ）
- 強制的じゃないセルフイラマチオ 〜ディープスロートにドンハマリする女たち〜（3月15日、SEX Agent）
- HARDCORE BITCH HIP ハードコアビッチヒップ 暴走ギャル尻コキ（3月15日、SEX Agent）
- 出会い系サイトで知り合った肉食系素人娘（3月21日、グローリークエスト）
- ヤリマンの暇つぶしとはいえ、念願の童貞喪失をゴム無し生セックスでできたボク。○校受験に失敗して、偏差値が低い不良だらけの○校に入ってしまったボクのクラスの女子達は○学時代から、勉強もろくにしないで遊んでばかりいたヤリマンばかり。（3月23日、Hunter）
- お見舞いに来てくれた巨乳の女友達と中出しSEX（4月18日、グローリークエスト）
- 手コフェラ倶楽部（4月19日、SEX Agent）
- kira☆kira BLACK GAL SPECIAL 黒ギャル学園☆女子校生ノーブラ・ノーパン中出し壮絶大乱交（4月19日、kira☆kira）
- 黒ふちメガネのギャルにやられたい（5月1日、Fetish Box/妄想族）
- 女子校生オマ○コ見せつけ手コキ 4（5月3日、OFFICE K’S）
- よーく見ててあげるからいっぱい射精してね 積極的な女子校生のセンズリ鑑賞（5月3日、OFFICE K’S）
- ヌルテカ母娘がカーテン越しの羞恥オイルマッサージ 寝てる母の横でイカされ続ける黒ギャル娘（5月10日、LEO）
- 痴女のいるメンズエステ 〜顔騎、クンニオナニーでイッた後に手コキサービスするエステティシャン〜（5月15日、ジャネス）
- スパルタ小便学級（5月17日、OFFICE K’S）
- 女子校生の淫語オナニー（5月17日、OFFICE K’S）
- HARDCORE BITCH HANDJOB ハードコアビッチハンドジョブ 暴走ギャル手コキ（5月17日、SEX Agent）
- GALFELA PREMIUM ギャルフェラプレミアム 悩殺悶絶口内射精フェラチオ（5月17日、SEX Agent）
- 黒ギャルJK陵辱（5月17日、虎堂）
- 車の中でセンズリ見せたら性的興奮した女の子と相互オナニーできた!（5月17日、映天）
- 盗撮! 東○都指定医療機関の心理カウンセラーが女子校生に催眠療法を猥褻施術 2（5月17日、映天）
- 背後からの密着手コキでイカされる（6月1日、Fetish Box/妄想族）
- the GAL NAN（6月6日、グローリークエスト）
- 女子校のトイレで立ったままオナニーしてスゴイ勢いでおしっこ漏らす女子校生達 vol.5（6月7日、映天）
- 秘密の穴場!!ヌキありエステ店!! メンズマッサージ店の特別サービスは手こき&フェラ（6月13日、ハヤブサ）
- アナル全開! 美人エステティシャンのズボズボまんぐりディルドオナニー（6月15日、ジャネス）
- おしゃぶり予備校40（6月21日、映天）
- 女子校生オマンコおっぴろげダンス 2（6月21日、OFFICE K’S）
- 噂の現●女子校生が働く添い寝リラクで秘密に行われていた援●本番交渉の全て!!!（5月17日、映天）
- 全裸乱舞!卑猥なオイリーダンス!!（アナル全開!極小マエバリ!メコスジくっきり!）（7月5日、未来 フューチャー）
- カップル秩序崩壊!? 2 抵抗できない程甘すぎる声で僕を誘惑するエッチな年上お姉さん（7月10日、ホットエンターテイメント）
- 下尻がハミ出る程のショートパンツを穿いている天然娘は知らぬ間に男を挑発してしまい…（7月11日、プレステージ）
- フェラチオSPVII 女子校生フェラ（7月13日、ハヤブサ）
- アナル全開!マン毛丸出し!HYPER STRIP DANCE 3（7月15日、未来 フューチャー）
- 素人ギャル生中出し（7月15日、プラム）
- 浴びた女も感激する一撃!!大量顔射!!! Part.3（7月19日、ワープエンタテインメント）
- kira★kira BLACK GAL SPECIAL 黒ギャル強引逆ナンパ★男を犯ス大乱交（7月19日、kira☆kira）
- レズエステティシャン 舐め合いオイルマッサージ（7月25日、ジャネス）
- M性感 W痴女のチ○ポ狩り 〜職場で逆痴漢するオンナたち〜（8月5日、ジャネス）
- ギャル生徒会が支配するありえない逆セクハラ学園（8月8日、GARCON）
- 超ギャル Wブチギレ手コキ!!（8月8日、GARCON）
- NEW 2 in a dance 3（8月15日、ジャネス）
- kira★kira STREET GAL&おやじっち 即尺ギャルのアナル舐めたくて学園（8月19日、kira☆kira）
- 時給850円の日サロのアルバイトが時々店長の目を盗んでオイルに媚薬を入れ、だらしなく涎を垂らして潮を吹き乱れまくったギャルに生中出ししているのは本当だった!!（8月23日、ケイ・エム・プロデュース）

## ゲーム

### PlayStation 4・PlayStation 3
- 龍が如く0 誓いの場所（2015年3月12日、セガ）キャバレー店員・レイカ役

## インターネット放送
- トイズハートプレゼンツBUBKA「きのう誰食べた」（2013年02月12日ゲスト出演、ニコニコ生放送）[9]